# Sonorant
Sonoranter är språkljud som uttalas utan större hinder för luftens passage genom ansatsröret. Klassen innefattar alla vokaler, halvvokaler, approximanter och nasaler. De övriga konsonanterna är obstruenter.
Sonoranter är normalt tonande och kännetecknas av hög sonoritet. Frånvaron av hinder i ansatsröret gör att det inte uppstår någon turbulens i luftflödet och därmed inget hörbart brus, förutom vid avtoning eller viskning.  
Svenskans /j/, som brukar räknas som tonande frikativa, alltså en obstruent, uttalas ibland utan hörbart brus. Man kan då säga att det realiseras som sonorant. Variation förekommer också hos /r/, som ofta realiseras som sonorant, men där olika frikativa uttal förekommer i olika dialekter och hos vissa talare.